# اخشورش

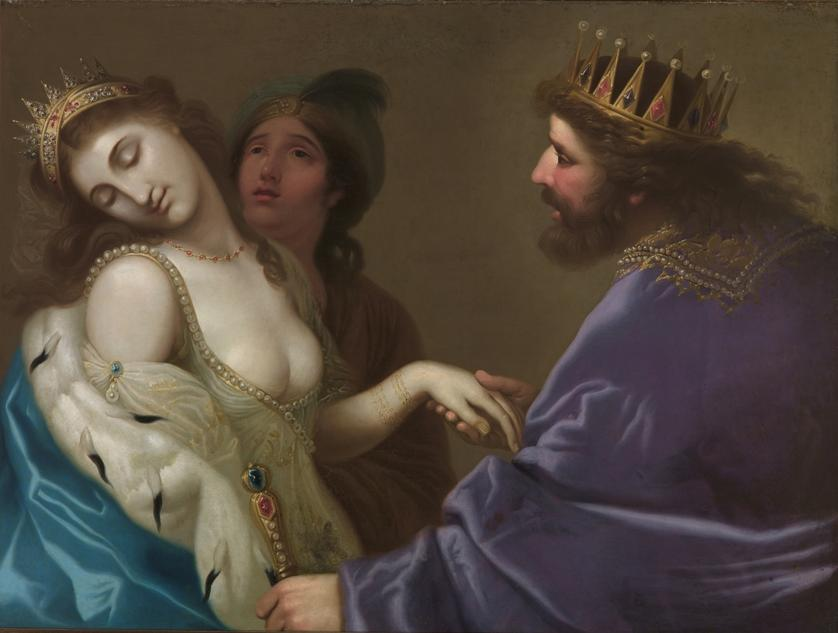
استر در برابر اخشورش، اثر فردریش سماگلویچ

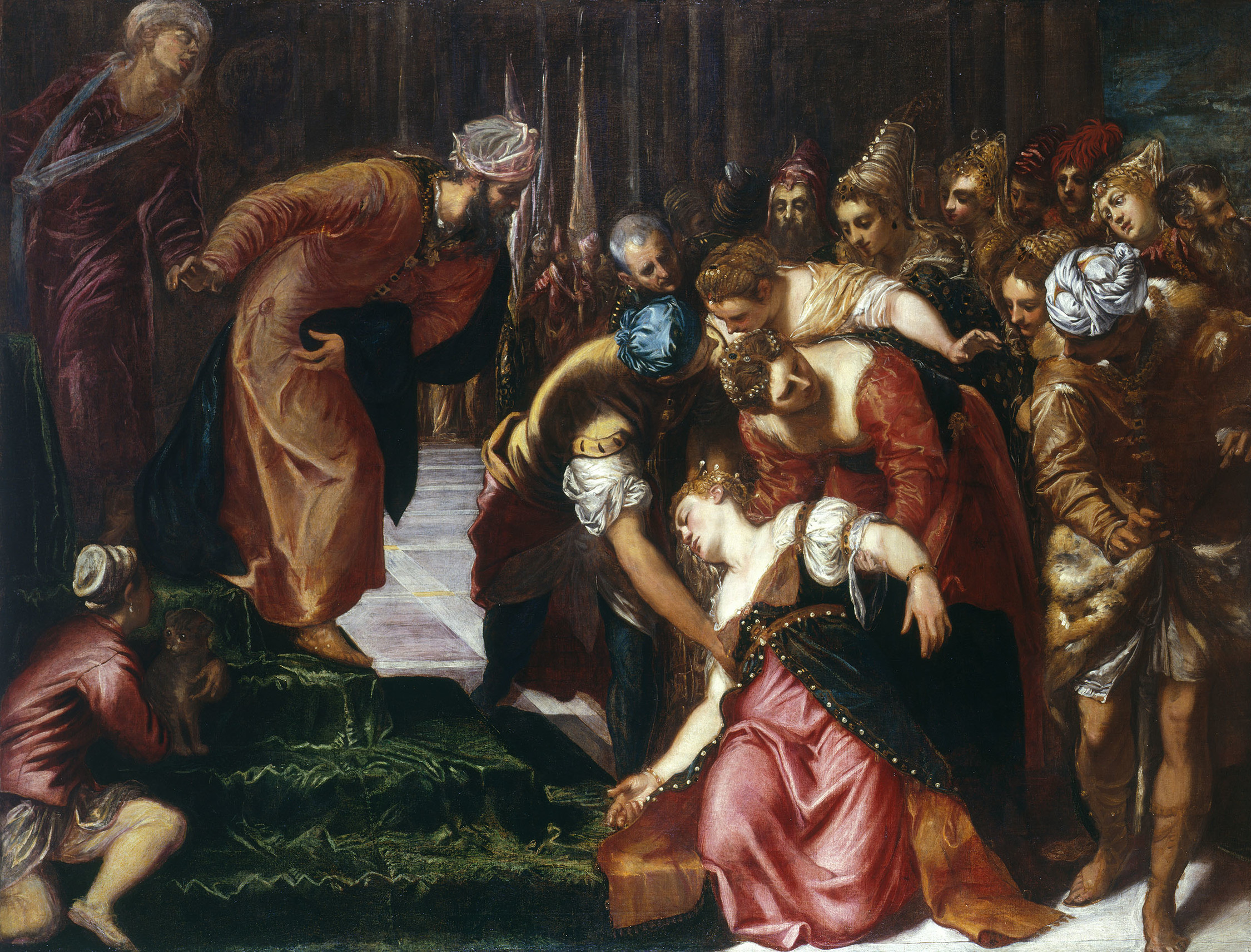
اخشورش و استر، اثر تینتورتو

اَخَشْوِرُش (به عبری: אֲחַשְׁוֵרוֹשׁ) و (به فارسی: خشایارشا) نام یکی از شاهنشاهان هخامنشی در سنت یهودی ماقبل مسیحی است که در عهد عتیق آمده‌است و در کتاب استر، دانیال، عزرا و توبیاس دیده شده‌است. بر طبق کتاب استر این پادشاه ایرانی بر هند تا اتیوپی حکمرانی می‌کرده‌است.

## ریشه نام اخشورش
نام اخشورش (به عبری: ʾaḥašwerōš) به نظر می‌رسد نماینگر نام پارسی باستان خشایارشا، پسر و جانشین داریوش بزرگ باشد که توسط مورخان یونانی با نام زِرکسیس نشان داده شده‌است. در نسخه یونانی کتاب استر، نام پادشاه پارسی ارتخرخس (احتمالاً اردشیر یکم؛ ۴۶۵–۴۲۴ پیش از میلاد) است؛ ولی این محتمل است که نام فارسی باستان اردشیر را برابر با نام عبری آن (اخشورش) کنیم.

## عهد عتیق

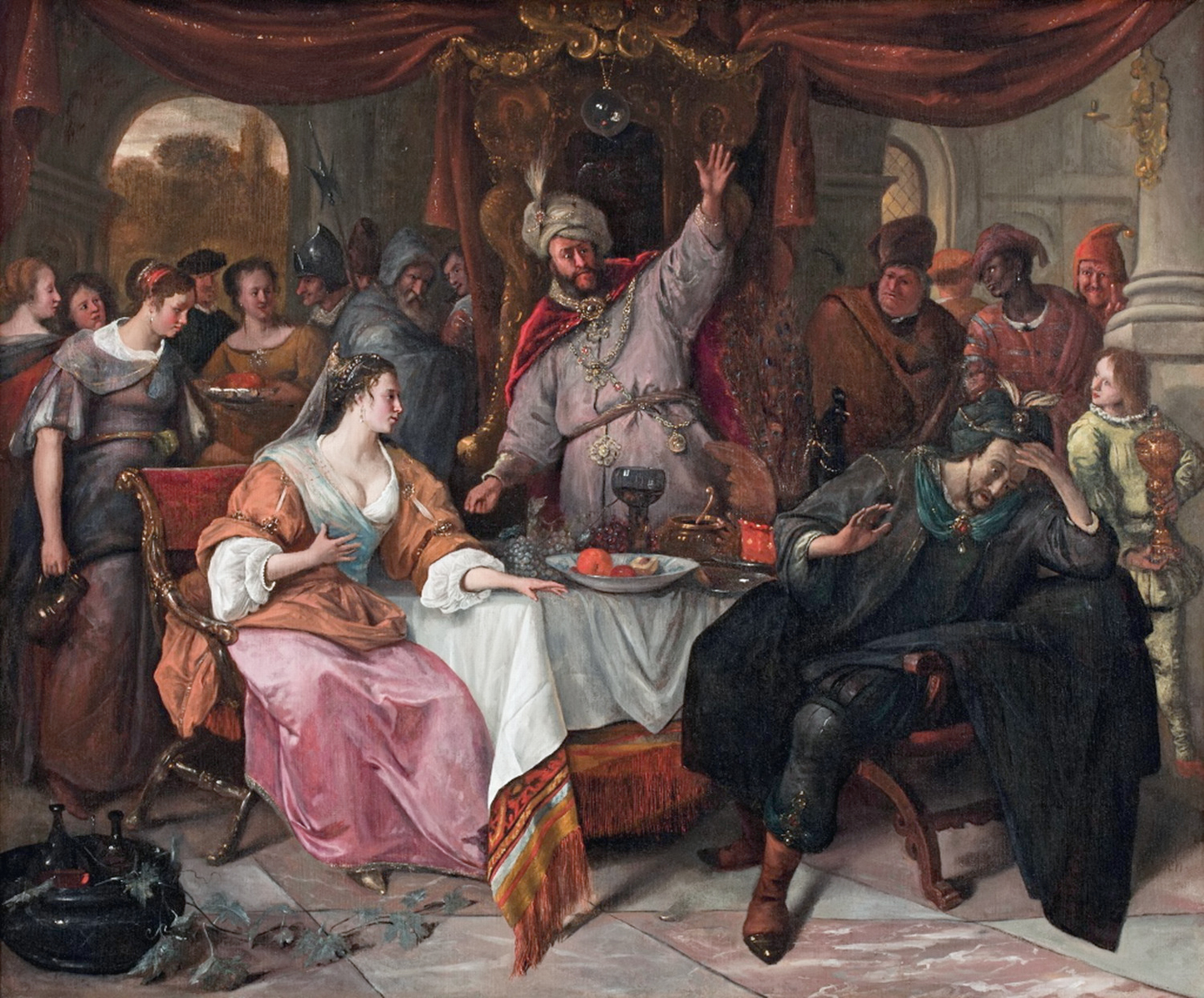
خشم آهاشورش اثر یان استین این تصویر از موسسه هلندی برای تاریخ هنر با شناسه دیجیتال 26797 در دسترس است

### در کتاب استر
در کتاب استر اخشورش بر بیش از ۱۲۷ استان از هند تا حبشه حکومت می‌کند و خراج بر زمین و سواحل دریا نهاد ولی هیچ سخنی از حمله ناموفق به یونان و ساختن پرسپولیس نشده‌است. اهمیت نویسندگان عهد عتیق موضوع مرتبط با استر یهودی است که جایگزین ملکه وَشتی شده‌است تا یهودیان در ایران را از برنامه‌های هامان شریر نجات دهد. به گفته مک‌کولوگ شاید ذراتی از حقیقت در پشت داستان استر باشد ولی کتاب در وضع حاضرش دارای اشتباهات و تناقضاتی است که باید بعنوان یک رمان تاریخی (نه روایت تاریخی) قلمداد شود. نام همسر خشایارشا به استناد هرودوت، آمستریس دختر اُتانس بوده درحالی که هیچ اثری از وشتی یا استر در تاریخ هرودوت نیست. البته تاریخ هرودوت هم خالی از اشتباهات تاریخی نیست.

### در کتاب دانیال
در کتاب دانیال (9.1) مشکل ارجاعی به اخشورش مادی، پدر داریوش وجود دارد. هیچ فردی از ماد، با نام خشایارشا (اخشورش) به دنیا نیامده، و هرگز فرد مادی پسری به نام داریوش نداشته است.

### در کتاب عزرا
در کتاب عزرا (۴٫۶) تصور می‌شود که خشایارشا بین داریوش اول و اردشیر اول حکومت می‌کند که از نظر تسلسل درست است.

### در کتاب توبیت
در قسمت توبیت بخت‌النصر و اخشورش نینوا را فتح و ویران کردند. در این مثال اخشورش فقط می‌تواند هووخشتره مادی باشد. در متون توبیت یافت شده در نسخه قدیمی سیناتیکوس، نام پادشاه ماد در آیه ۱۴٫۱۵ اچیاچَرُس است.